# Węgry na Zimowych Igrzyskach Olimpijskich 2022
Węgry na Zimowych Igrzyskach Olimpijskich 2022 – występ kadry sportowców reprezentujących Węgry na igrzyskach olimpijskich, które odbyły się w Pekinie, w Chińskiej Republice Ludowej, w dniach 4-20 lutego 2022 roku.
Reprezentacja Węgier liczyła czternaścioro zawodników – sześć kobiet i ośmiu mężczyzn.
Był to dwudziesty czwarty start Węgier na zimowych igrzyskach olimpijskich.

## Zdobyte medale
Węgrzy zdobyli jeden złoty i dwa brązowe medale. Wszystkie były zasługą shorttrackistów - złoto i brąz Shaoanga Liu oraz brąz sztafety mieszanej w składzie Petra Jászapáti, Zsófia Kónya, Shaolin Sándor Liu, John-Henry Krueger i Shaoang Liu. Był to najlepszy wynik w dotychczasowej historii startów Węgier na zimowych igrzyskach olimpijskich.
| Medal | Zawodnik                                                                       | Dyscyplina  | Konkurencja       | Rezultat | Data      |
| ----- | ------------------------------------------------------------------------------ | ----------- | ----------------- | -------- | --------- |
| Brąz  | Petra Jászapáti Zsófia Kónya Shaolin Sándor Liu John-Henry Krueger Shaoang Liu | Short track | sztafeta mieszana | 2:40,900 | 5 lutego  |
| Brąz  | Shaoang Liu                                                                    | Short track | 1000 m mężczyzn   | 1:35,693 | 7 lutego  |
| Złoto | Shaoang Liu                                                                    | Short track | 500 m mężczyzn    | 40,338   | 13 lutego |

## Reprezentanci

### Biegi narciarskie
| Zawodnik   | Konkurencja                | Kwalifikacje | Kwalifikacje | Ćwierćfinały | Ćwierćfinały | Półfinały | Półfinały | Finał     | Finał    | Finał   | Źródło |
| Zawodnik   | Konkurencja                | Czas         | Miejsce      | Czas         | Miejsce      | Czas      | Miejsce   | Czas      | Strata   | Miejsce | Źródło |
| ---------- | -------------------------- | ------------ | ------------ | ------------ | ------------ | --------- | --------- | --------- | -------- | ------- | ------ |
| Ádám Kónya | bieg indywidualny mężczyzn | —            | —            | —            | —            | —         | —         | 45:48,9   | +7:54,1  | 80.     | [ 1 ]  |
| Ádám Kónya | bieg masowy mężczyzn       | —            | —            | —            | —            | —         | —         | 1:25:21,4 | +13:48,7 | 55.     | [ 1 ]  |
| Ádám Kónya | sprint mężczyzn            | 3:09,43      | 72.          | NQ           | NQ           | NQ        | NQ        | NQ        | NQ       | 72.     | [ 1 ]  |
| Sára Pónya | bieg indywidualny kobiet   | —            | —            | —            | —            | —         | —         | 41:13,6   | +13:07,3 | 97.     | [ 2 ]  |

### Łyżwiarstwo figurowe
| Zawodnik                        | Konkurencja   | SP     | SP   | FS     | FS   | Nota łączna | Nota łączna | Źródło            |
| Zawodnik                        | Konkurencja   | Punkty | Poz. | Punkty | Poz. | Punkty      | Poz.        | Źródło            |
| ------------------------------- | ------------- | ------ | ---- | ------ | ---- | ----------- | ----------- | ----------------- |
| Julija Scsetyinyina Márk Magyar | pary sportowe | DNS    | DNS  | DNS    | DNS  | DNS         | DNS         | [ 3 ] [ 4 ] [ 5 ] |

### Narciarstwo alpejskie
| Zawodnik      | Konkurencja            | 1 przejazd | 1 przejazd | 2 przejazd | 2 przejazd | Łącznie | Łącznie | Źródło |
| Zawodnik      | Konkurencja            | Czas       | Pozycja    | Czas       | Pozycja    | Czas    | Pozycja | Źródło |
| ------------- | ---------------------- | ---------- | ---------- | ---------- | ---------- | ------- | ------- | ------ |
| Márton Kékesi | slalom mężczyzn        | 1:01,85    | 40.        | 56,12      | 32.        | 1:57,97 | 33.     | [ 6 ]  |
| Márton Kékesi | slalom gigant mężczyzn | 1:14,47    | 39.        | 1:19,07    | 34.        | 2:33,54 | 34.     | [ 6 ]  |
| Zita Tóth     | slalom kobiet          | 57,97      | 44.        | 57,89      | 40.        | 1:55,86 | 40.     | [ 7 ]  |
| Zita Tóth     | slalom gigant kobiet   | DNF        | DNF        | NQ         | NQ         | DNF     | DNF     | [ 7 ]  |

### Short track
| Zawodnik                                                                           | Konkurencja       | Kwalifikacje | Kwalifikacje | Ćwierćfinał | Ćwierćfinał | Półfinał | Półfinał | Finał/Finał B | Finał/Finał B | Miejsce | Źródło               |
| Zawodnik                                                                           | Konkurencja       | Czas         | Pozycja      | Czas        | Pozycja     | Czas     | Pozycja  | Czas          | Pozycja       | Miejsce | Źródło               |
| ---------------------------------------------------------------------------------- | ----------------- | ------------ | ------------ | ----------- | ----------- | -------- | -------- | ------------- | ------------- | ------- | -------------------- |
| Petra Jászapáti                                                                    | 500 m kobiet      | 42,848       | 2. Q         | 43,476      | 1. Q        | 43,198   | 3. QB    | 43,004        | 2. FB         | 7.      | [ 8 ]                |
| Petra Jászapáti                                                                    | 1000 m kobiet     | 1:28,392     | 2. Q         | 1:28,786    | 3. q        | 1:28,827 | 5. QB    | 1:30,249      | 4. FB         | 8.      | [ 8 ]                |
| Petra Jászapáti                                                                    | 1500 m kobiet     | —            | —            | 2:22,115    | 2. Q        | DSQ      | DSQ      | NQ            | NQ            | 22.     | [ 8 ]                |
| Zsófia Kónya                                                                       | 500 m kobiet      | 43,905       | 3.           | NQ          | NQ          | NQ       | NQ       | NQ            | NQ            | 21.     | [ 9 ]                |
| Zsófia Kónya                                                                       | 1000 m kobiet     | DNF          | 4.           | NQ          | NQ          | NQ       | NQ       | NQ            | NQ            | 29.     | [ 9 ]                |
| Zsófia Kónya                                                                       | 1500 m kobiet     | —            | —            | DSQ         | DSQ         | NQ       | NQ       | NQ            | NQ            | -       | [ 9 ]                |
| John-Henry Krueger                                                                 | 500 m mężczyzn    | 40,407       | 2. Q         | 40,844      | 5.          | NQ       | NQ       | NQ            | NQ            | 17.     | [ 10 ]               |
| John-Henry Krueger                                                                 | 1000 m mężczyzn   | 1:25,236     | 1. Q         | DSQ         | DSQ         | NQ       | NQ       | NQ            | NQ            | 14.     | [ 10 ]               |
| John-Henry Krueger                                                                 | 1500 m mężczyzn   | —            | —            | 2:12,525    | 3. Q        | 2:18,671 | 5. ADVB  | 2:18,059      | 1. FB         | 11.     | [ 10 ]               |
| Shaoang Liu                                                                        | 500 m mężczyzn    | 40,797       | 1. Q         | 40,386      | 1. Q        | 40,157   | 1. QA    | 40,338        | 1.            | złoto   | [ 11 ]               |
| Shaoang Liu                                                                        | 1000 m mężczyzn   | 1:23,796     | 1. Q         | 1:23,940    | 2. Q        | 1:35,384 | 5. ADVA  | 1:35,693      | 3.            | brąz    | [ 11 ]               |
| Shaoang Liu                                                                        | 1500 m mężczyzn   | —            | —            | 2:15,376    | 2. Q        | 2:12,519 | 1. QA    | 2:09,409      | 4.            | 4.      | [ 11 ]               |
| Shaolin Sándor Liu                                                                 | 500 m mężczyzn    | 40,948       | 1. Q         | 40,700      | 4.          | NQ       | NQ       | NQ            | NQ            | 13.     | [ 12 ]               |
| Shaolin Sándor Liu                                                                 | 1000 m mężczyzn   | 1:25,262     | 1. Q         | 1:55,248    | 3. ADV      | 1:23,567 | 1. QA    | DSQ           | DSQ           | -       | [ 12 ]               |
| Shaolin Sándor Liu                                                                 | 1500 m mężczyzn   | —            | —            | 2:09,213    | 1. Q        | 2:10,685 | 2. QA    | 2:09,953      | 6.            | 6.      | [ 12 ]               |
| Shaoang Liu Shaolin Sándor Liu John-Henry Krueger Bence Nógrádi Alex Varnyú (rez.) | sztafeta mężczyzn | —            | —            | —           | —           | 6:45,172 | 4. QB    | 6:39,713      | 1. FB         | 6.      | [ 13 ] [ 14 ] [ 15 ] |
| Petra Jászapáti Zsófia Kónya Shaolin Sándor Liu John-Henry Krueger Shaoang Liu     | sztafeta mieszana | —            | —            | 2:38,396    | 1. Q        | 2:38,052 | 1. QA    | 2:40,900      | 3.            | brąz    | [ 16 ]               |

### Snowboarding
| Zawodnik         | Konkurencja       | Kwalifikacje | Kwalifikacje | Kwalifikacje | Kwalifikacje | Kwalifikacje | Finał | Finał | Finał | Finał | Miejsce | Źródło |
| Zawodnik         | Konkurencja       | Z1           | Z2           | Z3           | W            | M            | Z1    | Z2    | Z3    | W     | Miejsce | Źródło |
| ---------------- | ----------------- | ------------ | ------------ | ------------ | ------------ | ------------ | ----- | ----- | ----- | ----- | ------- | ------ |
| Kamilla Kozuback | big air kobiet    | 51,50        | 5,50         | 59,00        | 110,50       | 17.          | NQ    | NQ    | NQ    | NQ    | 17.     | [ 17 ] |
| Kamilla Kozuback | halfpipe kobiet   | 35,50        | 15,00        | —            | 35,50        | 19.          | NQ    | NQ    | NQ    | NQ    | 19.     | [ 17 ] |
| Kamilla Kozuback | slopestyle kobiet | 21,95        | 19,58        | —            | 21,95        | 28.          | NQ    | NQ    | NQ    | NQ    | 28.     | [ 17 ] |